# 회덕군

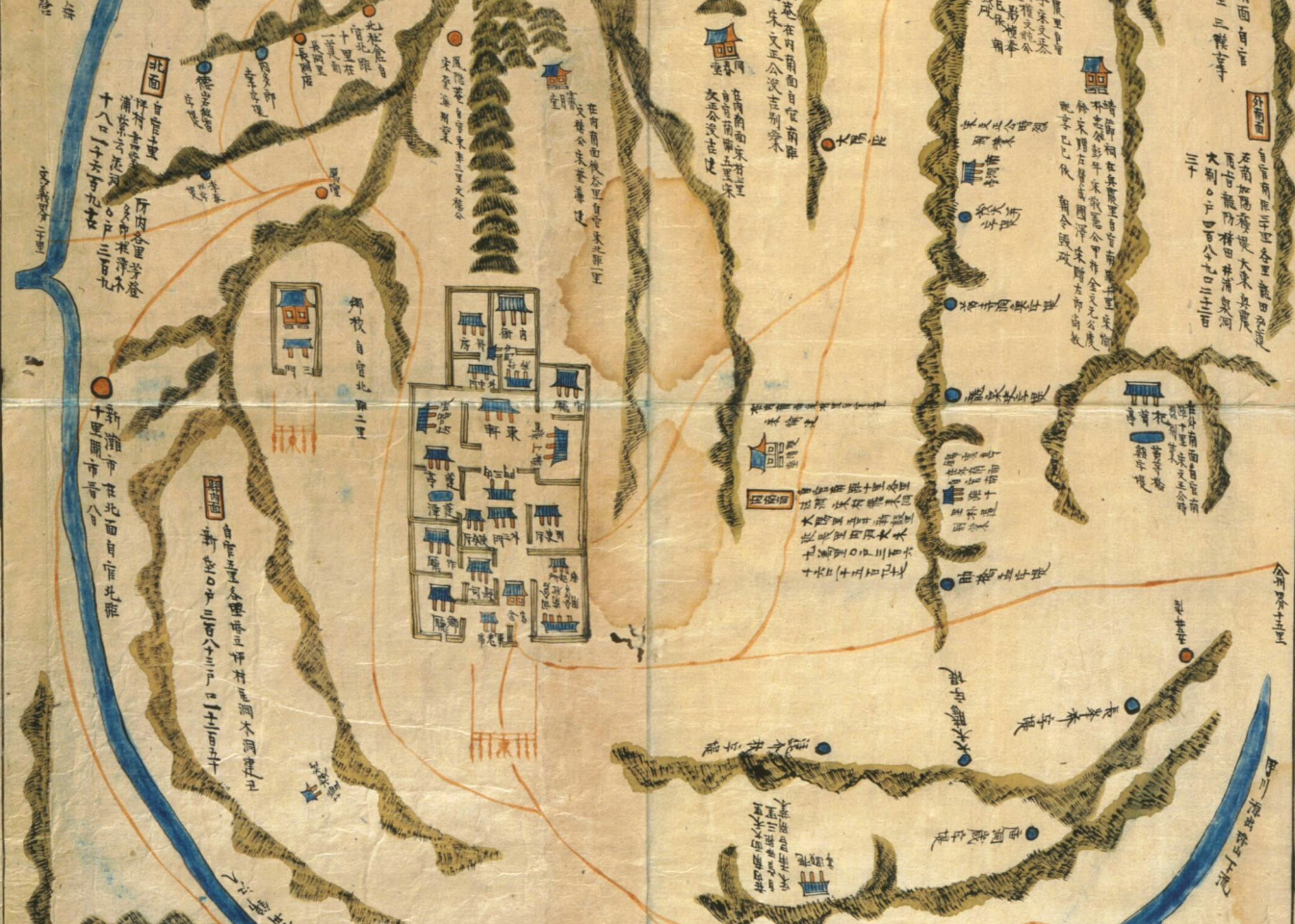
고지도에 나타난 회덕현

회덕군(懷德郡)은 고려와 조선 시대 현재의 대전광역시 중구, 동구, 대덕구 일대를 관할했던 군으로 관아는 현재의 대덕구 읍내동에 설치되었다. 회덕군은 읍내동을 에워싼 원촌동, 와동, 연축동, 법동, 송촌동 등을 포함하였다. 회덕이라는 이름은 논어 이인편의 '대인회덕 소인회토'(大人懷德 小人懷土·대인은 가슴에 덕을 품고 소인은 가슴에 고향을 품는다)라는 말을 인용해 생긴 것이라고 한다.

## 역사
| Daedongyeojido (Gyujanggak) 15-04.jpg |
| Daedongyeojido (Gyujanggak) 16-04.jpg |

고려 초기에는 회덕현이라는 이름이 사용되었다. 고려 현종 9년(1018) 이후에는 공주의 속현으로 귀속되었다.
조선 초기 태종 13년(1413)에 행정구역 개편에 따라, 회덕은 충청우도 공주목에 속하는 회덕현이 되었다.

### 회덕 농민봉기
1862년(철종 13년) 5월 12일 삼남지방의 민란에 영향을 받아 봉기한 농민군은 억울한 일을 호소하기 위해 관아에 몰려가서 현감 김낙균을 욕보이고, 평소 원한이 있던 부정한 지방관리 이서와 부호의 집을 불태웠다. 청주목으로 진출하여 농민을 괴롭혔던 사람들의 집을 방화하였다. 이 봉기로 전 관찰사는 유배되고, 현감은 관직에서 쫓겨났으며, 주동자들은 사형을 당하거나 효수되었다.

### 갑오개혁 이후
갑오개혁으로 인하여 회덕현은 공주부에 속하는 회덕군이 되었고, 공주군의 견아상입지로 현 대전광역시의 중심부에 해당되는 산내면, 산외면, 유등천면, 탄동면, 구즉면 등이 편입되어 군역이 확장되었다. 경부선의 부설로 대전역이 설치되어 대전시가지가 형성되면서, 회덕군청이 대전시가지로 이전되었다. 1914년 일제의 행정구역 개편에 의해 경부선의 요역이자 군청소재지로 새로운 중심지가 된 대전시가지의 명칭을 따라 대전군으로 개칭되고, 진잠군, 공주군 유성면을 합병하였다.

## 관아터
현의 관아는 회덕동주민센터 뒤편의 경부선 철도부지 근처 혹은 회덕파출소 뒤 야산의 향나무, 느티나무가 있는 터로 추정하며 현감들의 공덕비가 회덕동주민센터 주차장에 서있다. 회덕동주민센터는 회덕현의 무관들의 집무처인 장청이 자리잡고 있었다. 회덕초등학교는 회덕현청의 부속 곡물창고였으며 현청에서 북서쪽으로 올라가면 회덕향교가 자리잡고 있다.

## 같이 보기
- 진잠현
- 유성현
- 공주부
- 대전군
- 대덕군